# Guásimas
Guásimas är en ort i Mexiko.   Den ligger i kommunen Guaymas och delstaten Sonora, i den nordvästra delen av landet, 1 500 km nordväst om huvudstaden Mexico City. Guásimas ligger 5 meter över havet och antalet invånare är 1 804.
Terrängen runt Guásimas är platt. Havet är nära Guásimas åt sydväst.  Guásimas är det största samhället i trakten. 